# پل فوشیلو
پل فوشیلو (انگلیسی: Paul Fuschillo؛ زادهٔ ۲۰ اکتبر ۱۹۴۸) بازیکن فوتبال اهل بریتانیا است.
از باشگاه‌هایی که در آن بازی کرده‌است می‌توان به باشگاه فوتبال برایتون اند هوو آلبیون، تیم فوتبال المپیک بریتانیای کبیر، باشگاه فوتبال وایکام واندررز، و باشگاه فوتبال بلکپول اشاره کرد.
وی همچنین در تیم ملی فوتبال تیم فوتبال المپیک بریتانیای کبیر بازی کرده‌است.